# 阿爾維圖 (葡萄牙)
38°15′N 7°59′W / 38.250°N 7.983°W
阿爾維圖（葡萄牙語：Alvito），是葡萄牙的城鎮，位於該國南部，由貝雅區負責管轄，始建於1280年，面積264.85平方公里，2011年人口2,504，該城鎮人口密度每平方公里9.45人。

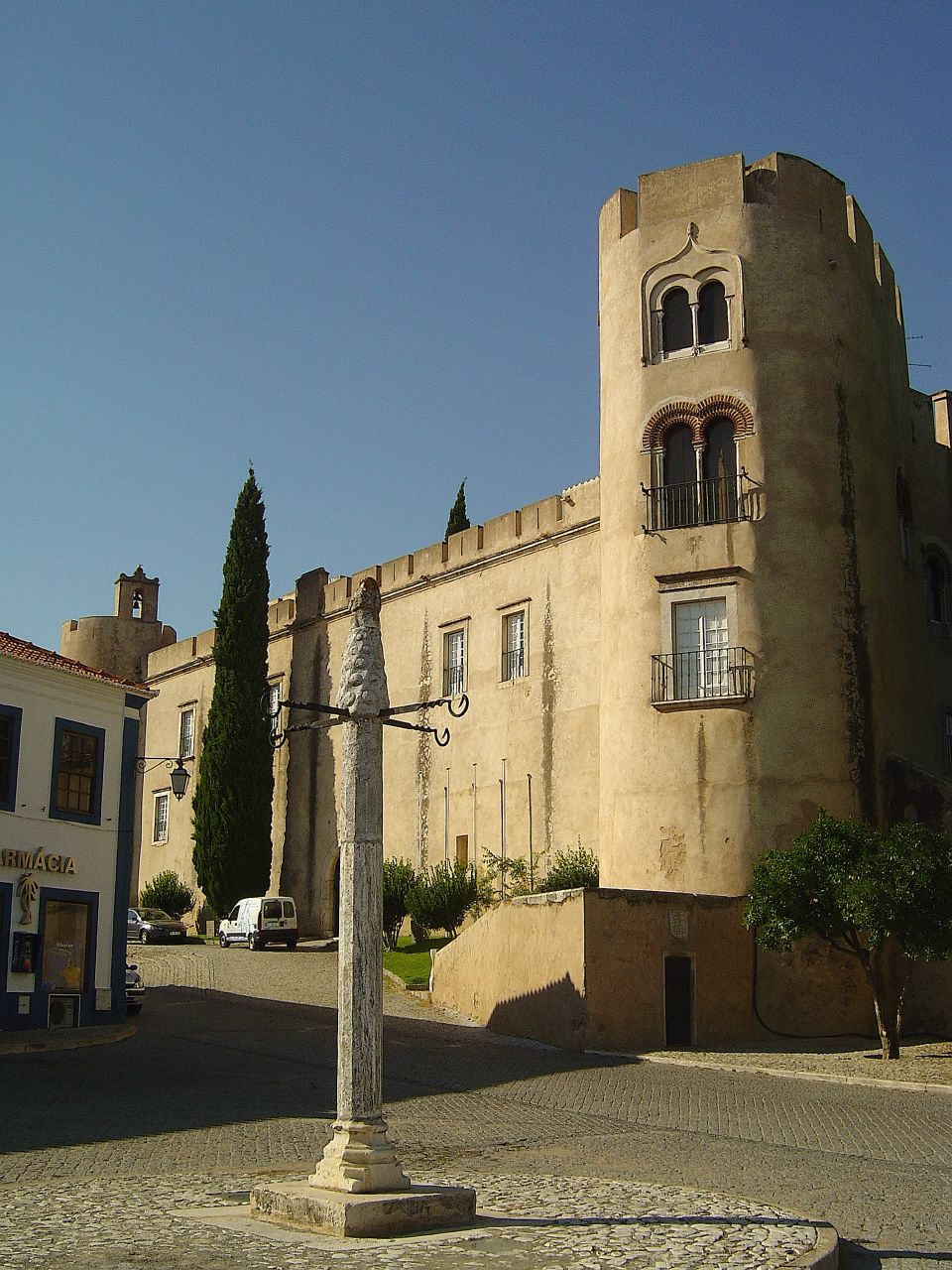